# Галатея (роман)
«Галатея» (исп. La Galatea) — пасторальный роман испанского писателя Мигеля де Сервантеса, опубликованный в 1585 году в Алькала-де-Энарес под названием «Первая часть „Галатеи“, разделенная на шесть книг». Он не имел успеха у читателей, но Сервантес всю оставшуюся жизнь оценивал этот роман очень высоко и намеревался написать вторую часть. Этот замысел остался неосуществлённым.
В составе «Галатеи» есть две вставные новеллы.